# All in a Night's Work
All in a Night's Work è il nono album dei KC and the Sunshine Band.

## Tracce
1. You Said You'd Gimme Some More – 7:30
2. Party With Your Body – 4:00
3. Give It Up – 4:13
4. Don't Run – 3:19
5. You're Going Out Of Your Mind – 3:21
6. On the One – 4:56
7. It's Too Hard to Say Goodbye – 3:08
8. Do It – 3:37
9. When You Dance to the Music – 3:31
10. Are You Feeling Like Me – 3:11